# São-Tomé-Halskrausenflughund

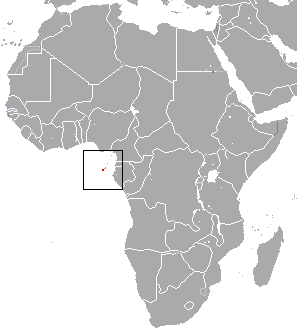
Lage von São Tomé in Afrika

Der São-Tomé-Halskrausenflughund (Myonycteris brachycephala) ist ein auf São Tomé endemisches Fledertier in der Gattung der Halskrausenflughunde. Er gilt als einzige Art der Untergattung Phygetis. Die Art ist das einzige nicht ausgestorbene heterodonte Säugetier mit einer ungeraden Anzahl von Zähnen und einem asymmetrischen Gebissaufbau.

## Merkmale und Namensgebung
Dieser Flughund entspricht mit einer Gesamtlänge von 94 bis 106 mm, einschließlich eines 1 mm langen Stummelschwanzes, den anderen Gattungsvertretern in der Statur. Er hat 62 bis 64 mm lange Unterarme, Hinterfüße von 15 bis 17 mm Länge und 11 bis 15 mm lange Ohren. Das Gewicht liegt im Durchschnitt bei 35,81 g. Kennzeichnend für den Kopf sind große braune Augen mit dunklen Ringen, eine breite Schnauze und abgerundete Ohren. Typisch sind außerdem lange Daumen und das Fehlen von hellen Flecken auf den Schultern. Die Oberseite ist mit dunkelbraunem Fell bedeckt, wobei die Wangen etwas grauer sind. Unterseits kommt isabellfarbenes bis hellbraunes Fell vor, das sich etwas auf den Unterarmen fortsetzt. Auffällig ist die Zahnformel mit I 2/1,5 C 1/1 P 3/3 M 2/3, was 33 Zähne im Gebiss ergibt. Diese ungewöhnliche Anordnung kommt dadurch zustande, dass entweder der rechte oder linke zweite Schneidezahn im Unterkiefer fehlt. Bis auf die Geschlechtsorgane gibt es keine Unterschiede zwischen Weibchen und Männchen.
Die deutschen Namen der Spezies beziehen sich neben dem Verbreitungsgebiet auf den hundeähnlich aussehenden Kopf mit den augenfälligen abstehenden borstigen Halshaaren.

## Verbreitung und Lebensweise
Wie genannt lebt die Art ausschließlich auf São Tomé. Sie hält sich im Hügel- und Bergland zwischen 300 und 1200 Meter Höhe auf. Der São-Tomé-Halskrausenflughund bewohnt feuchte tropische Wälder und besucht Gebiete, wo Waldreste und Kakao-Plantagen ein Mosaik bilden. In den Bergen bewohnt er meist die dort vorhandenen steilen Klippen. Der trockene nördliche Teil der Insel und die Küsten werden nur ausnahmsweise besucht.
Die nachtaktiven Individuen fressen verschiedene Früchte.

## Gefährdung
Der Bestand ist durch Umwandlung der Wälder zu Ackerland und durch andere Waldrodungen bedroht. Dieser Flughund ist rar und die maximale Größe des Verbreitungsgebiets ist schätzungsweise 750 km². Die IUCN listet den São-Tomé-Halskrausenflughund deshalb als stark gefährdet (endangered).